# Verdal
Pour l’article ayant un titre homophone, voir Verdalle.
Verdal est une commune norvégienne située dans le comté de Trøndelag, dont le centre administratif est Verdalsøra. Elle fait partie de la région du Innherred.

## Géographie
La commune s'étend sur 1 547,77 km2 dans l'est du comté et est frontalière de la Suède. Le territoire est traversé par les rivières Helgåa et Inna qui se rejoignent pour former la Verdalselva qui se jette dans le fjord de Trondheim au niveau de Verdalsøra.
Elle comprend la ville de Verdalsøra et les villages de Forbregd/Lein, Lysthaugen, Stiklestad, Trones, Vera, Vinne et Vuku.